# Santa Cruz de Goiás
Santa Cruz de Goiás é um município brasileiro do estado de Goiás. Berço de venerandas tradições por ser a residência dos Anhanguera, quer dizer, dos descendentes de Cláudio Afonso da Silva.

## História
A região foi descoberta pelo paulista Manoel Dias da Silva em 1729, tornando-se uma das primeiras povoações do estado de Goiás. Santa Cruz de Goiás (inicialmente denominada apenas "Santa Cruz") foi criada como distrito em 1759 e elevado à vila em 1833. Mais tarde anexado ao município de Pires do Rio foi (novamente) elevado à categoria de município com a denominação de Santa Cruz de Goiás, em 1947.

## Geografia
Sua população estimada em 2010 era de 3 142 habitantes.